# Modern Times Group
Modern Times Group (MTG) — шведская медиакомпания.

## История
MTG был сформирован из медиахолдингов инвестиционной компании Kinnevik, которые в 1997 году были распределены акционерам компании. Среди активов были Viasat и Metro International. Viasat — группа телеканалов, включающая в себя телеканалы под брендом «TV3» и первые коммерческие телеканалы в Швеции, которые были созданы в 1987 году, ZTV, Viasat Sport и TV1000. Доход компании в 2006 составил 1 миллиард евро. В России, до 2016 года, MTG была представлена платными телеканалами, принадлежащими дочерней компании MTG Viasat Broadcasting: TV1000, TV1000 Русское кино, TV1000 Action, ViP Megahit, ViP Comedy, ViP Premiere, Viasat History, Viasat Explore, Viasat Nature, Viasat Nature/History HD, Viasat Sport (HD-версия была запущена в октябре 2013), Viasat Golf HD, порталом vipplay.ru и 50 % акций спутниковой платформы «Радуга ТВ».
В 2015 году MTG Продали активы в Российских СМИ, которыми они владели. Также они купили компании ESL и DreamHack.
В 2016 году они купили компанию Innogames.
В 2017 году MTG купили компанию Kongregate.
В 2018 году Modern Times Group продали телевизионную группу Trace компание TPG Capital.
В 2019 году в MTG приняли решение уйти с телевизионного рынка, что поспособствовало разделению компании на две: основная «Modern Times Group» управляет игровыми активами и компаниями в сфере цифровых медиа, а вторая компания «Nordic Television Group» (ныне Viaplay Group) — получила под контроль оставшиеся телевизионные и радио активы.

## Бренды и продукты перешедшие к Nordic Television Group (Viaplay Group)

### Бесплатное ТВ

#### Болгария
- Nova
- Kino Nova
- Diema
- Diema Family
- Nova Sport
- Net Info
- EVA TV

#### Дания
- TV3
- TV3+
- TV3 PLUS
- TV3 Sport
- JuicyPlay
- Viafree

#### Норвегия
- TV3
- Viasat4
- TV6
- Viafree
- Gossip.no

#### Швеция
- TV3
- TV6
- TV8
- TV10
- Viafree

### Платное ТВ

#### Болгария
- Diema EXTRA
- Gong

#### Дания
- Viaplay
- Viasat
- Viasat Sport
- Viasat Film
- Viasat Series
- esportsTV HD

#### Финляндия
- Viaplay
- Viasat
- Viasat Sport
- Viasat Film
- esportsTV HD

#### Норвегия
- Viaplay
- Viasat
- Viasport
- Viasat Film
- Viasat Series
- esportsTV HD

#### Швеция
- Viaplay
- Viasat
- Viasat Sport
- Viasat Film
- Viasat Series
- esportsTV HD

#### Trace Partners(проданTPG Capital)
- TRACE
- TracePlay
- TRACE Mobile
- TRACE Tropical
- TRACE Urban
- TRACE Sports Stars
- TRACE Africa
- TRACE Toca
- TRACE Gospel

### Радио

#### Болгария
- Radio Nova News

#### Норвегия
- P4 Hele Norge

#### Швеция
- RIX FM
- Bandit Rock
- Lugna Favoriter
- Power Hit Radio
- Star FM
- I LIKE RADIO